# Mevir San Pedro
Mevir San Pedro ou San Pedro est une localité uruguayenne située dans le département de Colonia.

## Localisation
Elle se situe dans la zone sud-ouest du département, à 19 kilomètres de son chef-lieu - Colonia del Sacramento - sur la route 83.

## Population
D'après le recensement de 2011, la localité compte 73 habitants.

## Source
- (es) Cet article est partiellement ou en totalité issu de l’article de Wikipédia en espagnol intitulé « Mevir San Pedro » (voir la liste des auteurs).